# Phoebe Nicholls
Phoebe Sarah Nicholls (* 7. April 1957 in London, England) ist eine britische Schauspielerin.

## Leben und Karriere
Phoebe Nicholls wurde als Tochter des Schauspieler-Ehepaares Anthony Nicholls und Faith Kent geboren. Dadurch kam sie bereits als Kind zur Schauspielerei und hatte 1964 an der Seite von Anne Bancroft und Peter Finch ihr Filmdebüt in Schlafzimmerstreit. In den folgenden Jahren übernahm sie noch weitere Filmauftritte, so neben Vincent Price in Die Todeskarten des Dr. Schreck (1965), allerdings nur während der Schulferien, da ihr Vater auf eine vernünftige Bildung Wert legte. Nach ihrem Schulabschluss absolvierte sie ihre Schauspielausbildung an der Central School of Speech and Drama. Eine ihrer ersten Rollen als Erwachsene hatte sie in David Lynchs Der Elefantenmensch, wo sie in einer denkbar kleinen Rolle die Mutter der Titelfigur verkörperte. 
Anschließend wurden ihre Rollenangebote größer, besonders häufig ist sie dabei bis in die Gegenwart in Literaturadaptionen, Kostümfilmen und Historienstreifen zu sehen. In der weltweit erfolgreichen Fernsehverfilmung Wiedersehen mit Brideshead (1981) nach dem Roman von Evelyn Waugh übernahm sie die Rolle der Cordelia Flyte, in dem Forster-Literaturverfilmung Maurice (1987) verkörperte sie unter Regie von James Ivory die Ehefrau von Hugh Grants homosexueller Figur, und in Jane Austens Verführung (1995) war sie als Elizabeth Elliott, ältere Schwester der Hauptfigur, zu sehen. Seit den 1990er-Jahren steht sie überwiegend für britische Fernsehproduktionen vor der Kamera, wie etwa 2012 und nochmals 2014 für Downton Abbey als verarmte Adelige Susan MacClare.
Daneben hat Nicholls eine erfolgreiche Karriere als Theaterschauspielerin, die 1978 mit dem Bühnendebüt im West End unter der Regie von Michael Lindsay-Hogg in Whose Life Is It Anyway? begann. Seither spielte sie unter anderem viele Male in Produktionen des Royal National Theatre. 2009 wurde sie für ihre Auftritte in Harley Granville-Barkers Waste und Noël Cowards The Vortex mit einem Clarence Derwent Award ausgezeichnet.
Seit 1985 ist sie mit dem Regisseur und Drehbuchautor Charles Sturridge verheiratet, mit dem sie bereits einige Produktionen drehte. Die beiden haben drei gemeinsame Kinder, Tom, Arthur und Matilda Sturridge, die ebenfalls alle als Schauspieler tätig sind.

## Filmografie (Auswahl)
- 1964: Schlafzimmerstreit (The Pumpkin Eater)
- 1965: Die Todeskarten des Dr. Schreck (Dr. Terror’s House of Horrors)
- 1967: Jede Nacht um neun (Our Mother’s House)
- 1969: Liebende Frauen (Women in Love)
- 1977: Van der Valk (Fernsehserie, Folge 3x11)
- 1979: Der Aussteiger (Telford's Change, Fernsehserie, Folge 1x08)
- 1980: Der Elefantenmensch (The Elephant Man)
- 1981: Wiedersehen mit Brideshead (Brideshead Revisited, Miniserie, 9 Folgen)
- 1982: Die unglaublichen Geschichten von Roald Dahl (Tales of the Unexpected, Fernsehserie, Folge 5x09)
- 1982: Der Missionar (The Missionary)
- 1983: Party Party
- 1984: Tödlicher Irrtum (Ordeal by Innocence)
- 1984: Hay Fever (Fernsehfilm)
- 1987: Maurice
- 1993: Heart of Darkness (Fernsehfilm)
- 1995: Jane Austens Verführung (Persuasion, Fernsehfilm)
- 1996: Gullivers Reisen (Gulliver’s Travels, Miniserie, Folge 1x01)
- 1997: Inspektor Wexford ermittelt (The Ruth Rendell Mysteries, Fernsehserie, 2 Folgen)
- 1997: Fremde Wesen (FairyTale: A True Story)
- 1999: Second Sight – Mit anderen Augen: Kain und Abel (Second Sight, Fernsehfilm)
- 1999: Der Mann der 1000 Wunder (The Miracle Maker, Stimme)
- 2002: Ernest Shackleton (Shackleton, Miniserie, 2 Folgen)
- 2003: Inspector Barnaby (Midsomer Murders, Fernsehserie, Folge 6x04 Das Haus des Satans)
- 2003: Heißer Verdacht – Die letzten Zeugen (Prime Suspect: The Last Witness, Miniserie, Folge 1x02)
- 2004: Hawking – Die Suche nach dem Anfang der Zeit (Hawking, Fernsehfilm)
- 2006: Spooks – Im Visier des MI5 (Spooks, Fernsehserie, Folge 5x10)
- 2007: The Trial of Tony Blair (Fernsehfilm)
- 2007: Lewis – Der Oxford Krimi (Lewis, Fernsehserie, Folge 1x03 Späte Sühne)
- 2012: The Scapegoat
- 2012: Loving Miss Hatto (Fernsehfilm)
- 2012, 2014: Downton Abbey (Fernsehserie, 2 Folgen)
- 2013: New Tricks – Die Krimispezialisten (New Tricks, Fernsehserie, Folge 10x08)
- 2015: Fortitude (Fernsehserie, 9 Folgen)
- 2016: Drei Frauen warten auf den Tod (Three Women Wait for Death, Kurzfilm)
- 2016: Doctor Thorne (Miniserie, 4 Folgen)
- 2017: Der junge Inspektor Morse (Endeavour, Fernsehserie, Folge 4x03)
- 2017: Transformers: The Last Knight
- 2017: Tanz ins Leben (Finding Your Feet)
- 2019: Berlin, I Love You
- 2019: Verräter (Traitors, Fernsehserie, 2 Folgen)
- 2020: The Empty Man
- 2021: Die wundersame Welt des Louis Wain (The Electrical Life of Louis Wain)
- 2021: A Very British Scandal (Miniserie, Folge 1x01)
- 2022: Chloe (Fernsehserie, 4 Folgen)
- 2022: Anatomie eines Skandals (Anatomy of a Scandal, Miniserie, Folge 1x04)
- 2023: Die Witwe Clicquot (Widow Clicquot)
- 2024: Eric (Miniserie)
- 2025: Sandman (The Sandman, Fernsehserie, 3 Folgen)